# Burgus

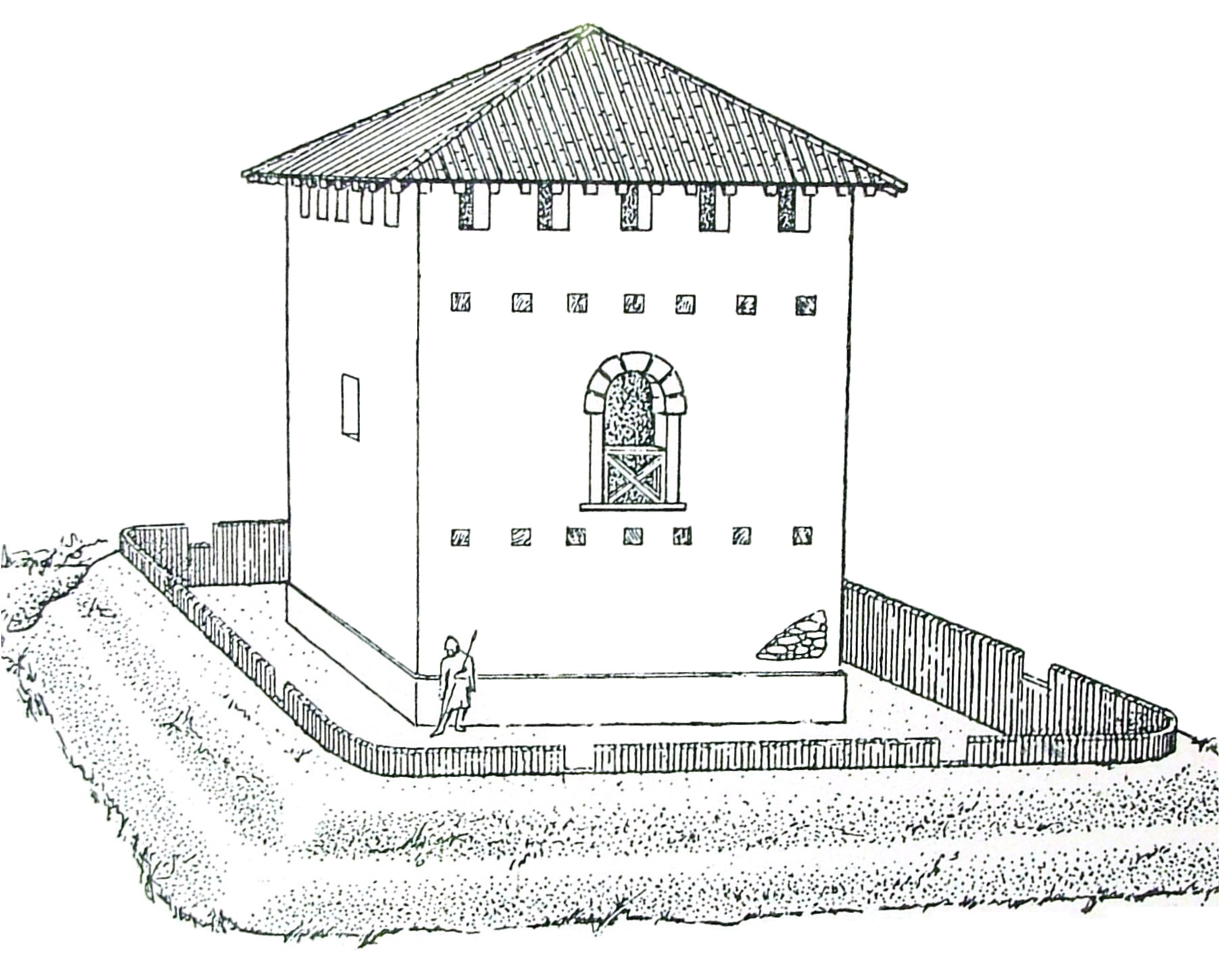
Burgus Ahegg

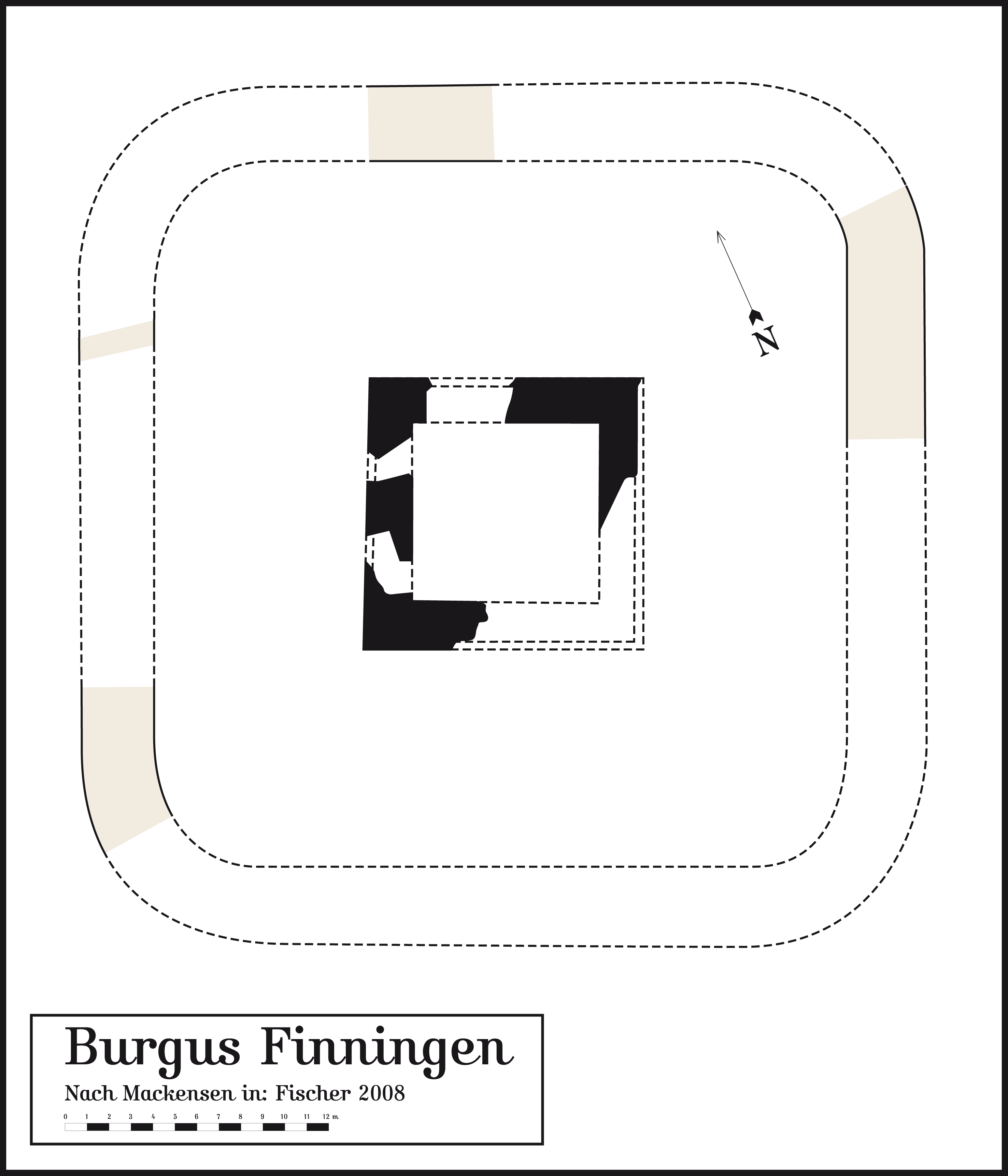
Burgus Finningen według badań Michaela Mackensena 1985

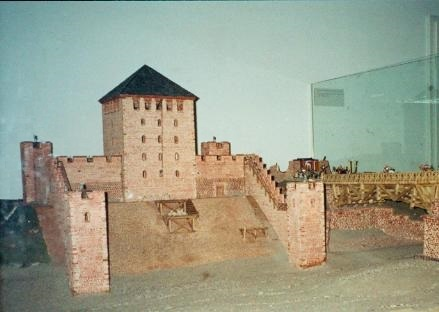
Próba rekonstrukcji burgusu z przystanią w Ladenburgu. Istnienie mostu nie zostało w tym przypadku dowiedzione.

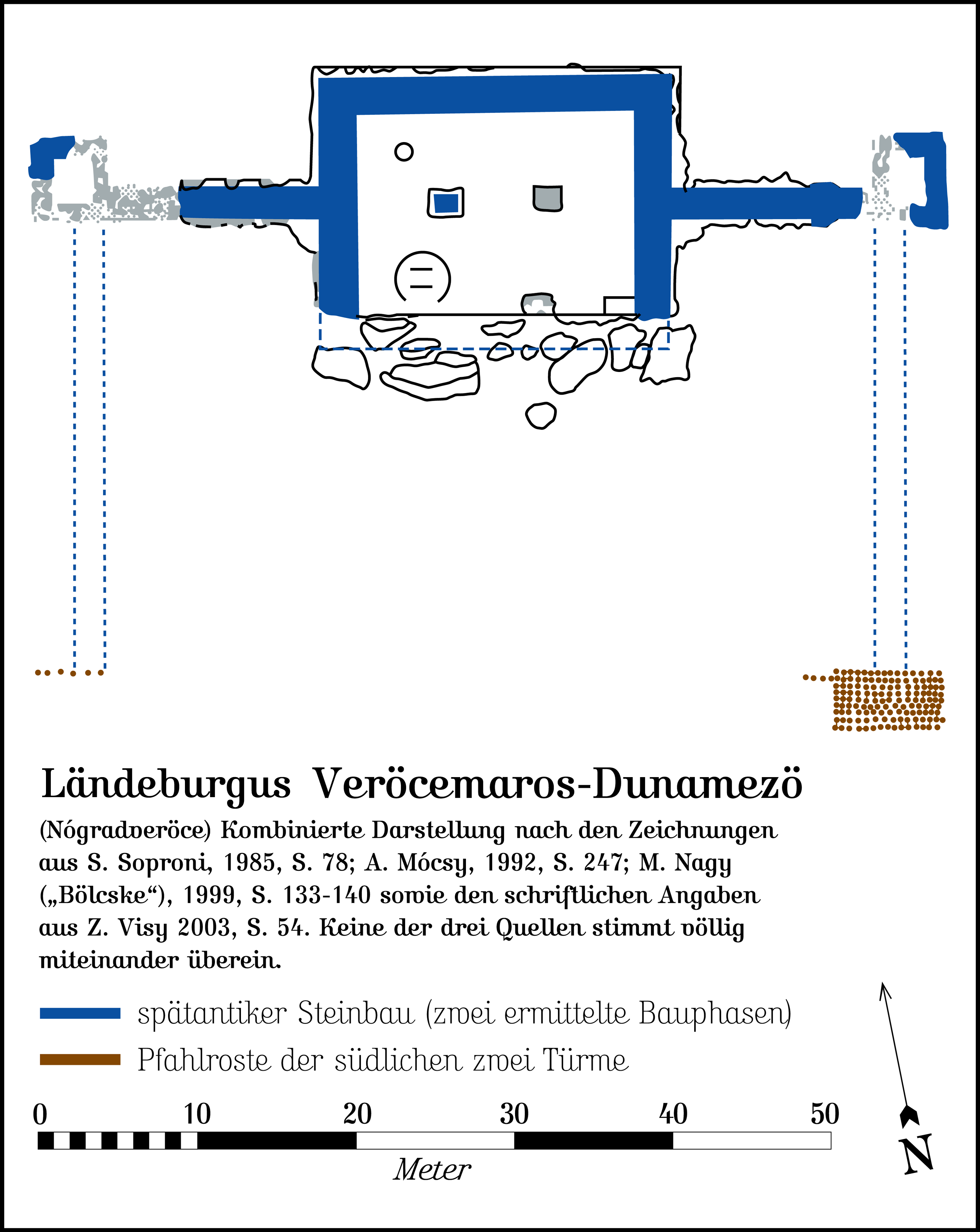
Rzut poziomy dobrze przebadanego burgusu w Veröcemaros-Dunamezö

Burgus (łac. l.mn. burgi) lub też turris („wieża”) – przejęta przez Rzymian pierwotnie germańska nazwa małego kasztelu w kształcie wieży czy też wieży strażniczej z okresu późnego antyku, który był zwykle otoczony rowem i wałem.

## Definicja
Łacińskie słowo burgus ma taki sam źródłosłów jak grecki pyrgos (πύργος). Używano go w różnych znaczeniach. W terminologii militarnej mogło oznaczać zarówno samą wieżę, jak i inne, mniejsze fortyfikacje. Zasadniczym znaczeniem tego słowa w tym kontekście jest jednak użycie go w wyrażeniu burgus speculatorius (wieża strażnicza).
Słowo burgus jest często spotykane w antycznych tekstach łacińskich, np.: w dziele Wegecjusza Epitoma rei militaris (Zarys wojskowości) z końca IV wieku i w powstałych ok. 418 roku Historiae contra paganos (Historie przeciw poganom) hiszpańskiego kleryka Orozjusza. Stosowanie przez Rzymian tego zapożyczonego od Germanów słowa w słownictwie wojskowym datuje się od końca II wieku.

## Rozwój i funkcja
Od 369 roku za czasów Walentyniana I rozpoczęto realizację rozległego planu budowy fortyfikacji, obejmującego wznoszenie dwupiętrowych, prostokątnych wież strażniczych (przeciętnie 8 do 12 m szerokości i 10 do 12 m wysokości), tzw. „kaszteli szczątkowych”, w prawie pozbawionych już załóg kasztelach granicznych oraz spichrzów (horrea) przeznaczonych dla oddziałów pogranicznych. Burgi te były dalszym rozwinięciem wież strażniczych budowanych na limesie w środkowym okresie cesarstwa i składały się, w przypadku większych zespołów, z wieży znajdującej się w części centralnej oraz umocnień zewnętrznych – wału, muru lub palisady otoczonych szeregiem rowów. Charakterystyczną cechą późnoantycznych budowli tego rodzaju jest wyraźne powiększenie centralnej wieży. Większość tych nowych fortyfikacji została jednak opuszczona lub zniszczona około połowy V wieku.
Podczas badań został opisany szereg późnoantycznych budowli, jak mniejsze wieże strażnicze, małe kasztele, cywilne refugia w wiejskich willach (villa rusticae) i ufortyfikowane przystanie dla statków rzecznych, znane szczególnie ze środkowego biegu Renu i Dunaju, określane jako burgi. Ich obecność została dowiedziona z jednej strony wzdłuż rzek (burgi z przystaniami), a z drugiej na ważnych drogach („burgi drogowe”), gdzie służyły przede wszystkim celom strażniczym, jako wysunięte punkty obronne i do optycznego przekazywania informacji.
Załogi takich małych posterunków wojskowych spełniały funkcje policyjne na drogach i zapewniały utrzymanie porządku publicznego i bezpieczeństwa we wsiach. Jeśli burgus stał w dolinie, u jej wylotu lub u ujścia rzeki, służył ich ryglowaniu. Jeśli był umiejscowiony między dwoma kasztelami, to w razie niebezpieczeństwa służył jako miejsce ucieczki. Większe burgi, jak na przykład burgus Asperden, służyły również jako miejsca ucieczki (refugia) dla okolicznej ludności i jako spichlerze.
Plan ich podstawy był z reguły kwadratowy lub prostokątny, rzadziej trapezowaty lub okrągły. Ta różnorodność nie była przypadkowa. Kwadratowe wieże miały tę zaletę, że można je było szybko wznieść, ale z drugiej strony ich wadą była mała odporność na działanie pocisków miotanych i taranów. Okrągłe wieże były solidniejsze, ale bez pomocy fachowców były znacznie trudniejsze do budowy.
Burgi z przystaniami:

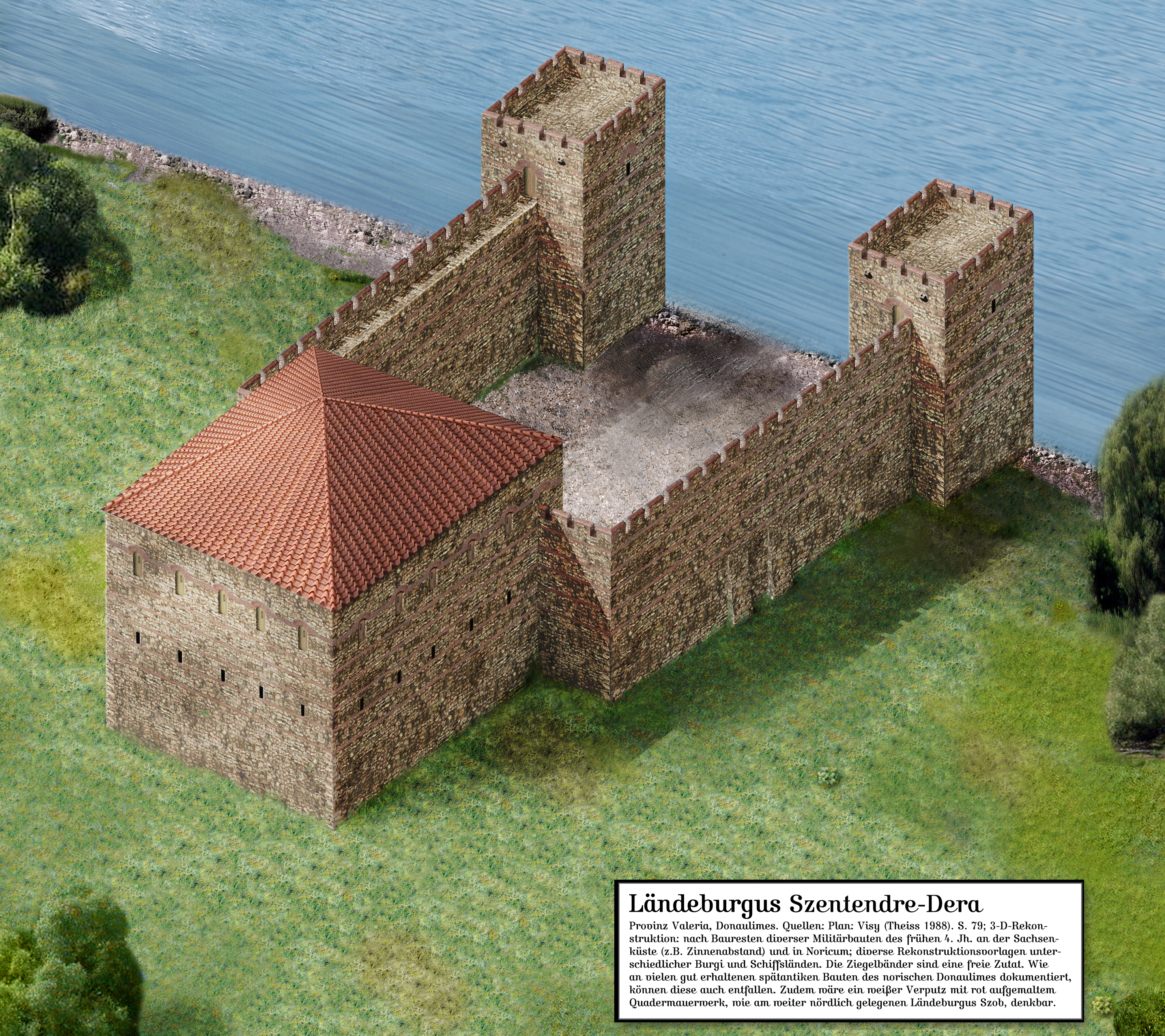
Próba rekonstrukcji burgusu z przystanią w Szentendre-Dera

Szczególnym rodzajem budowli były burgi z ufortyfikowanymi przystaniami. Charakteryzowały się, oprócz wybudowanego blisko brzegu prostokątnego zespołu centralnego, murami zakończonymi blankami, które sięgały na podobieństwo szczypiec do rzeki, zapewniając w ten sposób bezpieczną przystań dla statków handlowych i rzecznych łodzi patrolowych.
Taka dobrze zachowana przystań została odkryta w Lopodunum (Ladenburgu) na rzece Nicarus (Neckar). Podobnie jak w Burg Stein, przy opanowanym przez Rzymian ujściu rzeki Weschnitz do Renu, potwierdzono tu istnienie kilkupiętrowego burgusu o podstawie 21,3 na 15 m i nabrzeża o długości 42 m, który można porównać z burgusem Szentedre-Dera z czasów Konstantyna. W północnowęgierskim burgusie w Szob, który powstał albo za panowania Konstancjusza II (337–360), albo Walentyniana I (364–375), w 1989 roku odkryto dowody, że przynajmniej niektóre z takich budowli zostały otynkowane na biało. Tak, jak w kilku przypadkach umocnień na limesie w Niemczech, pochodzących ze środkowego okresu cesarstwa, malarze nanieśli na tynk czerwoną farbą wzór imitujący mur z bloków kamiennych. Dalszy mały fort odkryto w Trebur-Astheim w pobliżu ujścia Schwarzbachu do Renu i odkopano w 2003 roku. Mimo że nie zachował się tu żaden oryginalny mur, to dzięki zastosowaniu metody geomagnetycznej i geolektrycznej oraz dzięki znalezionym monetom udowodniono istnienie w tym miejscu burgusu z przystanią z czasów Walentyniana. Położony na lewym brzegu Renu późnoantyczny kasztel Altrip mógł, w połączeniu z burgusem z przystanią
w Neckarau, dzielnicy Mannheimu (ówczesne ujście Neckaru do Renu) i leżącym pomiędzy nimi burgusem na wyspie, tworzyć przeprawę przez Ren jako stałą budowlę lub też most pontonowy.
Są badacze, którzy wątpią w istnienie takiego rodzaju budowli, jak burgus z przystanią. Ma to silny związek z budowlami na węgierskim Zakolu Dunaju, podobnymi do wykopalisk w Niemczech, w przypadku których dowiedziono, że resztki murów wskazują na zamknięty kasztel na brzegu. Oprócz tego podano w wątpliwość, by ze względu na warunki terenowe, a szczególnie wahania poziomu rzeki w Zakolu Dunaju, było możliwe stworzenie basenu portowego między otwartymi w stronę rzeki murami. Opinia ta opiera się na fakcie, że burgi z przystaniami posiadały baseny portowe wewnątrz swoich murów, jak pokazują starsze próby rekonstrukcyjne. Nowe rekonstrukcje widzą często między murami bezpieczne miejsce do przechowywania i naprawy jednostek rzecznych. Takie znaczenie sugeruje również filolog starożytny Wilhelm Schleiermacher (1904−1977), według którego wewnętrzny dziedziniec takich budowli służył jako miejsce, gdzie statki, w celu ochrony przed wrogiem, były wyciągane na ląd. Jak wskazują badania na Węgrzech, przynajmniej w niektórych umocnionych przystaniach, już po upadku dynastii walentyniańskiej z niewiadomych powodów zostały rozebrane osłaniające je mury z wieżami, tak że w końcowym efekcie pozostał tylko właściwy burgus. Również najnowsze węgierskie wykopaliska z 1995 i 2002 roku w Zakolu Dunaju potwierdzają rekonstrukcje architektoniczne tych budowli z wcześniejszych badań.

## Literatura
- Thomas Fischer: Die Römer in Deutschland. Theiss, Stuttgart 1999, ISBN 3-8062-1325-9.
- Jörg Fesser: Frühmittelalterliche Siedlungen der nördlichen Vorderpfalz. Dissertation Universität Mannheim, 2006.
- Dieter Planck, Andreas Thiel: Das Limes-Lexikon, Roms Grenzen von A-Z. Beck, München 2009, ISBN 978-3-406-56816-9, S. 21.
- Yann Le Bohec: Die römische Armee. Steiner, Stuttgart 1993, ISBN 3-515-06300-5, S. 175–177.
- Ute Naberfeld: Rekonstruktionsversuch des spätrömischen Burgus von Asperden. In: An Niers und Kendel. 11 (1984), S. 16–17.
- Badisches Landesmuseum (Hrsg.): Imperium Romanum, Römer, Christen, Alamannen-Die Spätantike am Oberrhein. Theiss, Stuttgart 2005, ISBN 3-8062-1954-0.